# Helen's Marriage
Helen's Marriage è un cortometraggio muto del 1912 diretto da Mack Sennett.

## Trama
Il fidanzamento di Helen e Tom è molto malvisto dai genitori di lei.
Tom escogita un sotterfugio, e dice ad Helen, senza ulteriori chiarimenti, che una troupe cinematografica riprenderà la scena di un matrimonio proprio davanti a casa della ragazza, e che, quando l'attrice che interpreta la sposa avrà un malore, Helen dovrà chiedere di prenderne il posto.
E così accade. I cineasti però non sono altro che un gruppo di amici di Tom, e Tom stesso, opportunamente camuffato, ha il ruolo dello sposo. Il prete però è vero, e il matrimonio è valido.

## Produzione
Il film, prodotto dalla Biograph Company, venne girato in California nel marzo 1912.

## Distribuzione
Distribuito dalla General Film Company, il film - un cortometraggio di sette minuti - uscì nelle sale cinematografiche USA il 23 maggio 1912. Nelle proiezioni, veniva programmato con il sistema dello split reel, accorpato in un'unica bobina con un altro cortometraggio prodotto dalla Biograph, la commedia A Close Call.